# Rerewhakaaitu (fleuve)
Le fleuve Rerewhakaaitu (en anglais : Rerewhakaaitu River) est un cours d'eau de la région de  Wellington dans l’Île du Nord de la Nouvelle-Zélande.

## Géographie
Il s’écoule vers le sud-est à partir de sa source dans le collines sauvages au sud-est de Martinborough, atteignant l’Océan Pacifique à 40 km au nord-est du cap Palliser.